# Stauf (Thalmässing)
Stauf ([ʃtaʊ̯f] ⓘ) ist ein Gemeindeteil des Marktes Thalmässing im Landkreis Roth (Mittelfranken, Bayern). Die Gemarkung Stauf hat eine Fläche von 5,394 km². Sie ist in 546 Flurstücke aufgeteilt, die eine durchschnittliche Flurstücksfläche von 9879,30 m² haben. In ihr liegt neben dem namensgebenden Ort der Gemeindeteil Steindl.
Der Ort war ursprünglich bedeutender als der jetzige Hauptort und war bis ins 18. Jahrhundert hinein Sitz des ansbachischen Oberamtes Stauf. Anfang des 19. Jahrhunderts entstand die Gemeinde Stauf, die 1971 nach Thalmässing eingegliedert wurde.

## Geographische Lage
Das Dorf Stauf liegt am Nordrand des Naturparks Altmühltal im Südwestteil der Fränkischen Alb. Das Fränkische Seenland erstreckt sich westlich des Ortes, die sich ostnordöstlich des Burgbergs (535 m ü. NHN) bzw. südwestlich des Altenbergs (553 m ü. NHN) ausbreitet. Die Kreisstraße RH 40 führt nach Eysölden bzw. nach Stetten.

## Geschichte
Stauf wurde erstmals entweder 1138 oder 1147 urkundlich erwähnt. Die Siedlung wurde zu Füßen des Burgbergs angelegt. Die Burg und der Ort waren seit 1460 Sitz des Amts Stauf, des späteren Oberamtes Stauf-Landeck. Die Burg ging vom Geschlecht der Staufer besitztümlich an die Hohenzollern über, bis es im Jahr 1806 an Bayern ging.
Am 1. Juli 1971 wurde die Gemeinde Stauf, der auch der Ort Steindl angehörte, im Zuge der Gebietsreform in den Markt Thalmässing eingegliedert.

## Einwohnerentwicklung
Gemeinde Stauf
- 1910: 205 Einwohner[8]
- 1933: 213 Einwohner
- 1939: 195 Einwohner[9]
- 1961: 200 Einwohner[10]
- 1970: 186 Einwohner[10]

Ort Stauf
- 1987: 097 Einwohner[11]
- 2013: 102 Einwohner[6]

## Wirtschaft und Infrastruktur

### Burg Stauf
Die Burgruine Stauf befindet sich auf dem 535 m ü. NHN hohen Burgberg auf einer Plattform mit einem Durchmesser von zirka 45 Metern. Den zentralen Palas aus dem 13. Jahrhundert umgaben ursprünglich breite Gräben. Ab 1309 wurde die Burg mehrmals zerstört, aber zweimal auf kaiserlichen Befehl wieder aufgebaut. Erst nach dem Krieg zwischen Markgraf Albrecht Achilles und Ludwig dem Reichen von Bayern-Landshut im Jahr 1460 verfiel die Burg zur Ruine. Im Zweiten Weltkrieg wurden die Burg und der Ort nochmals schwer getroffen. Von der Burg ist nur das sogenannte Kastnerhaus, ein Bau des früheren Rokoko, erhalten geblieben. Heute bewohnt ein privater Besitzer den teilweise ausgebauten Burgbereich, der nicht besichtigt werden kann.

### Michael-Kirschner-Kulturmuseum
Das Haus Nr. 16, das ehemalige Bauernanwesen von Michael Kirschner, wird von dem Verein Dorfgemeinschaft Stauf e. V. zu einem bäuerlichen Museum, dem Michael-Kirschner-Kulturmuseum, umgebaut. Es besteht aus einem Wohnstallhaus, einer historischen Scheune und weiteren kleineren Wirtschaftsgebäuden. Das Museum soll die Lebens- und Arbeitsweise von drei Generationen einer alteingesessenen kleinbäuerlichen Familie zeigen.

### Land um Stauf
Die Gegend um Stauf wird vom Markt Thalmässing und vom Landkreis Roth als Land um Stauf touristisch und kulinarisch vermarktet.

## Persönlichkeiten
- Adelsfamilie von Stauff, zuerst Reichsritter und Reichsministeriale, lebten zuerst in Stauff bei Eysölden, nachweislich ab 1335 auf der Burg Ehrenfels bei Beratzhausen in der Oberpfalz, nannten sich dann Stauffer zu Ehrenfels, 1465 Reichsfreiherren, 1598 im Mannesstamm erloschen, bis dahin Reichslehenbesitzer um Stauff und Hilpoltstein.[15]
- Joseph E. Drexel (1896–1976), Gründer der Nürnberger Nachrichten, 1966 Ehrenbürger von Stauf